# High Intensity Training
L'High Intensity Training (HIT) o Heavy Duty (HD), tradotto letteralmente come Esercizio ad alta intensità o Duro compito, è un tipo di allenamento coi pesi (resistance training) applicato nell'attività di bodybuilding. Tale metodo venne concepito da Arthur Jones, il fondatore dei macchinari con sovraccarichi Nautilus, nei primi anni settanta. Più precisamente l'Heavy Duty rappresenta la variante del HIT rielaborata dall'ex-campione di bodybuilding Mike Mentzer circa un decennio dopo l'effettiva nascita di questo stile. Spesso Mentzer viene impropriamente considerato l'ideatore del metodo, ma fu in realtà Jones a elaborarne i precetti svariati anni prima. Basandosi sugli stessi principi, l'HIT e l'Heavy Duty vengono generalmente considerati lo stesso tipo di allenamento. Il metodo si concentra sull'esecuzione di ripetizioni al raggiungimento del cedimento muscolare concentrico (la massima fatica), una bassa frequenza, e un basso volume.

## Storia
L'High Intensity Training (HIT) è un metodo basato sul concetto di allenamento ad alta intensità, a basso volume, spesso in monoserie (cioè una serie per esercizio) e a bassa frequenza, che venne popolarizzato dall'americano Arthur Jones (il fondatore dei macchinari Nautilus), e in seguito dal campione di bodybuilding Mike Mentzer che ne creò una sua variante rivisitata, l'Heavy Duty (HD), basata però essenzialmente sugli stessi principi. L'HIT venne originariamente concepito da Arthur Jones negli anni settanta come alternativa al dominio delle routine ad alto volume diffuse da diversi decenni da Joe Weider (Volume training) e promossi da campioni dell'epoca come Arnold Schwarzenegger, che prevedevano allenamenti molto frequenti, anche per due volte al giorno, e davano scarsi risultati agli atleti che non assumevano farmaci. Jones fu il primo a promuovere l'idea che la monoserie bastasse per stimolare la crescita muscolare. Egli testò i suoi metodi al fine di convincere l'industria del body building, ma anche per promuovere i suoi macchinari Nautilus. Mike Mentzer, uno dei più importanti allievi di Jones, applicò i principi del HIT nei suoi allenamenti e vinse il titolo di IFBB Mr. Universe. Reso popolare il metodo negli anni ottanta, i centri Nautilus sorsero in tutti gli Stati Uniti. Mentzer, assieme a famosi istruttori come Ellington Darden e Matt Brzycki, e altri seguaci allenati da Jones, riproposero ciò che avevano imparato e contribuirono a migliorarne il sistema, che al tempo era fortemente basato sulle tecniche del pre-esaurimento in superserie e le Ripetizioni negative. Nonostante fosse stato diffuso negli anni ottanta, l'HIT non subì una larga diffusione fino a quando alcuni bodybuilder professionisti non lo applicarono nelle loro routine. La popolarità delle monoserie incrementò vertiginosamente nel mondo del bodybuilding quando Dorian Yates, un culturista professionista inglese, applicò le teorie di Mentzer nei suoi allenamenti dominando nelle competizioni nei primi anni novanta, e vincendo 6 titoli Mr. Olympia consecutivi. Quando l'HIT, l'Heavy Duty e l'allenamento monoserie divennero popolari negli anni novanta, Mentzer sostenne che la crescente accettazione verso gli allenamenti ad alta intensità e basso volume confermavano quello che egli aveva da sempre raccomandato per anni, e pubblicò alcune bibliografie aggiornate sul suo metodo. Grazie a questa definitiva affermazione all'interno del mondo culturistico, le scuole o le metodologie di bodybuilding si divisero essenzialmente nelle due grandi categorie del High Intensity Training o Heavy Duty, in cui venivano svolte una o poche serie per esercizio ad alta intensità, e del High Volume Training (HVT), che prevedeva molte serie e più esercizi. I promotori di entrambi questi metodi sostengono che ci siano degli studi scientifici che dimostrano come il loro approccio risulti superiore, mentre il parere di altri esperti più obiettivi promuove la periodica variazione dell'approccio di allenamento, ad esempio con la possibilità di svolgere un periodo di HIT training, seguito da un ciclo di Volume training, al fine di evitare l'adattamento muscolare.

## Caratteristiche
I principi fondamentali dell'High Intensity Training si basano su intensità molto elevate e volumi e frequenza molto bassi. Gli esercizi sono eseguiti ad un elevato livello di sforzo, o intensità, ritenuta adeguata per poter stimolare l'organismo a produrre un aumento della forza e dell'ipertrofia muscolare. I sostenitori del HIT ritengono che questo metodo sia superiore per lo sviluppo della forza e ipertrofia rispetto alla maggior parte degli altri metodi che, per esempio, potrebbero prevedere l'utilizzo di carichi inferiori e un maggiore volume e frequenza. L'HIT si contrappone al cosiddetto Volume training (praticamente un allenamento in cui viene enfatizzato il parametro volume), cioè la classica impostazione di allenamento che prevede l'applicazione delle serie multiple, in cui potrebbe non essere previsto il cedimento muscolare. Il Volume training è ancora oggi la più comune forma di esercizio con i pesi utilizzata nelle palestre e nei centri fitness.
Esiste una relazione inversa tra il livello di intensità e il volume, quest'ultimo strettamente correlato con la durata della sessione. Come risultato, gli allenamenti che prevedono un'alta intensità sono generalmente brevi. Dopo un allenamento ad alta intensità, come per ogni allenamento, il corpo necessita di tempo per recuperare, e quindi per poter avviare il processo di supercompensazione. L'HIT si distinse originariamente dagli altri metodi per il fatto di enfatizzare più di tutti questo principio, confermato largamente anche a livello scientifico. Tale filosofia si contrapponeva fortemente agli allenamenti ad alta frequenza in voga all'epoca, in cui le sessioni venivano svolte per 5 o 6 giorni a settimana, e spesso 2 volte al giorno. Specialmente in condizioni naturali, tale metodologia si rivelava controproducente per sviluppare dei miglioramenti e adattamenti muscolari, ma iniziò ad essere avvalorata in parte grazie alla diffusione del HIT negli anni ottanta.
Solitamente nel HIT vengono eseguiti una serie per esercizio e tre esercizi per gruppo muscolare. Come molte altre scuole di body building, l'intensità in questo contesto non viene interpretata allo stesso modo del metodo scientifico, quindi non fa riferimento alla percentuale di carico sull'alzata massimale misurabile con il parametro del carico massimale (1 RM) o la sua percentuale. Essa viene piuttosto intesa come il punto in cui viene raggiunto, e possibilmente superato, il cedimento muscolare concentrico. Ogni serie dovrebbe essere eseguita fino al cedimento muscolare, e in molti casi questa soglia dovrebbe essere superata mediante l'applicazione di tecniche speciali come le ripetizioni forzate, le ripetizioni negative, e le ripetizioni parziali. Per quanto riguarda le tecniche speciali ad alta intensità, una delle più rappresentative tecniche supportate dal HIT era il pre-esaurimento in superserie, un metodo che venne originariamente introdotto nell'esercizio coi pesi nel 1968 da Robert Kennedy nella rivista Iron Man. In realtà fu però Arthur Jones a renderlo popolare. Egli era talmente ossessionato dall'idea di trovare i modi più intensi per applicare questa tecnica, che lanciò una linea delle prime macchine Nautilus che combinavano due esercizi in uno per ridurre al minimo i tempi di recupero tra le serie e per rispettare il principio del pre-esaurimento. Uno dei principi cardine del HIT è quello di impostare il minor numero possibile di serie. La teoria dell'Heavy Duty sostiene che se vengono eseguite più serie per un esercizio, ogni serie non può essere eseguita alla massima intensità. Effettuando invece una sola serie ad esercizio c'è una maggiore possibilità di allenarsi alla massima intensità possibile. Reinterpretando il concetto di intensità come parametro legato alla massima fatica, effettivamente l'HIT non prevede per definizione carichi ad alta intensità, in quanto si manterrebbero facilmente al pari o al di sotto del 70% di 1-RM. Nel HIT il parametro volume viene altamente moderato per minimizzare il tempo speso in palestra. Una sessione di allenamento che supera la durata di 45 minuti tende a causare una progressiva elevazione dei livelli di cortisolo rispetto ad un allenamento della durata inferiore. Visto che il cortisolo è l'ormone che per ruolo ha un'azione catabolica sul muscolo scheletrico, e inibisce l'abilità del testosterone di legarsi ai suoi recettori (cortisolo e testosterone sono antagonisti), limitarne il più possibile la secrezione è una strategia consigliata. La durata media di una sessione HIT potrebbe durare anche 20-30 minuti, ma la durata massima dell'allenamento non dovrebbe superare un'ora. A causa del basso volume degli allenamenti HIT, viene reso possibile all'atleta di allenarsi in modalità Total body (un allenamento che coinvolge tutti i gruppi muscolari corporei), oppure una Split routine (allenamento in cui diversi gruppi muscolari vengono allenati in diverse giornate) da due giornate, dipende se l'atleta preferisce ogni gruppo muscolare per due o tre volte a settimana. L'HIT enfatizza inoltre lo stimolo dei gruppi muscolari o muscoli grandi (petto, dorso, cosce), senza dare particolare importanza alla sollecitazione dei gruppi muscolari piccoli, in quanto verrebbero già abbastanza coinvolti negli esercizi multiarticolari (base) dedicati ai precedenti.
L'HIT impone una velocità delle ripetizioni (speed of movement) particolarmente lenta e controllata, e quindi si contrappone ai movimenti rapidi ed esplosivi tipici delle modalità per sviluppare la forza massimale e la potenza muscolare in cui vengono utilizzati carichi ad alta intensità (in questo caso intensità intesa come percentuale di carico riconoscibile tra l'85 e il 100% 1-RM). I sostenitori dell'allenamento esplosivo ritengono che, al fine di sviluppare una maggiore forza di contrazione durante le competizioni sportive ad alta velocità, tale modalità sia necessaria. I fautori del HIT sostengono invece che l'uso di carichi pesanti può essere svolto anche ad una velocità più lenta, stimolando le fibre a contrazione rapida (tipo II). Secondo la loro filosofia i movimenti rapidi ed esplosivi sarebbero pericolosi a causa del sovraccarico articolare, e inefficaci, a causa del fatto che tali movimenti non riescono a stimolare efficientemente la crescita muscolare. L'HIT supporta in concetto double progressive, cioè un progressivo incremento del carico e delle ripetizioni. Ad ogni seduta sarebbe utile tentare di aumentare il carico o le ripetizioni rispetto all'allenamento precedente. Stimolando i muscoli in questa modo si costringono ad adattarsi alle esigenze imposte dall'aumento di questi parametri.
Nonostante i classici programmi HIT prevedano le monoserie, una frequenza di al massimo 2-3 giorni settimana, e protocolli Total body, esistono in realtà molte variabili che possono essere applicate a tale metodologia, come un maggior numero di serie e di esercizi, allenamenti in Split routine, e diversi volumi e frequenze di allenamento. Il filo conduttore è l'accento su un elevato livello di sforzo imponendo il raggiungimento o il superamento del cedimento muscolare concentrico, un numero di serie per esercizio e per gruppo muscolare molto contenuto, un allenamento breve e poco frequente (cioè non quotidiano, al massimo di 3 giorni a settimana), e la velocità di movimento, mediamente molto più lenta rispetto alle tradizionali routine di bodybuilding. Tutt'oggi l'HIT continua ad avere un seguito nell'ambiente dell'esercizio con i pesi, assumendosi il merito di aver importato dei nuovi e validi principi di allenamento rispetto alle precedenti teorie, spesso elaborate su basi empiriche, istintive e prive di fondamento scientifico, e altrettanto spesso rivelatesi inefficaci e controproducenti, soprattutto per gli atleti natural o geneticamente poco dotati. Ad ogni modo, molti dei fondamenti del HIT sono stati a loro volta concepiti su base empirica e istintiva, e sono stati spesso smentiti o messi in discussione a livello scientifico, e criticati da molti professionisti. L'HIT è stato giudicato da alcuni come un credo o una filosofia, a tal punto che molti dei suoi sostenitori tendano a supportarlo anche in presenza di alcune evidenze scientifiche contrastanti o alcune contraddizioni. Molte delle autorità e degli istruttori nell'ambito dell'esercizio di resistenza riconoscono che l'HIT possa effettivamente essere efficace sul breve termine, ma come tutti i metodi di allenamento, necessiti di essere applicato durante dei periodi di tempo limitati, a favore di una costante variazione dei parametri, degli esercizi, delle tecniche e in generale degli stili di allenamento.

### Critiche
Molti culturisti si dimostrarono scettici sull'efficacia del HIT, e la modalità a serie multiple (volume training) è rimasta il metodo predominante fino ad oggi. Uno dei motivi per cui le serie multiple erano molto popolari, era il fatto che i bodybuilder professionisti le applicavano ai loro allenamenti, credendo che i risultati ottenuti sulla massa muscolare fossero frutto dei volumi estremamente elevati. Una delle ragioni di questo scetticismo sul HIT tra i body builder fu il fatto che Jones non solo supportava le monoserie, ma promuoveva l'utilizzo dei suoi macchinari Nautilus, che erano stati progettati appositamente per la modalità monoserie. Di conseguenza, l'allenamento monoserie venne considerato da alcuni un metodo di allenamento supportato appositamente per promuovere la vendita dei suoi prodotti. Secondo i rispettivi pareri di tre importanti personalità scientifiche nel campo dell'esercizio coi pesi, William J. Kraemer, Frederick C. Hatfield e Bryan Haycock:
(William J. Kraemer dal libro Designing resistance training programs)
(Frederick C. Hatfield)
(Bryan Haycock)
Anche se principi come le monoserie e l'uso dei macchinari Nautilus erano state promosse da Jones e Mentzer, non sempre e non necessariamente tali strategie erano state giudicate essenziali da successivi sostenitori del HIT per poter svolgere un allenamento. Successive reinterpretazioni stabilirono, ad esempio, che potevano essere eseguite anche tre serie per esercizio, ma ciò si discostava dall'HIT come era stato concepito. Anche Mentzer, come Jones, suggeriva possibilmente l'uso dei macchinari piuttosto che dei manubri.
Non ci sarebbero ricerche dirette che supportano l'efficacia o la superiorità del HIT o dell'Heavy Duty. Alcuni atleti hanno ottenuto rapidi e considerevoli incrementi della forza e massa muscolare, ma per molti i progressi hanno trovato uno stallo rapido. Il problema potrebbe stare nel fatto che il volume è una variabile acuta che non viene manipolata e variata in questo stile di allenamento. Un programma HIT applicato tutto l'anno non prevederebbe dei cicli ad intensità (% 1-RM) e volumi maggiori, compromettendo il massimo sviluppo degli adattamenti muscolari. Secondo esperti di fama internazionale nel campo dell'esercizio con i pesi quali Charles Poliquin, James Stoppani e Brad Schoenfeld, eseguire un programma HIT funziona se viene mantenuto per un ciclo della durata di 4 o 6 settimane. In questo caso vengono ottenuti dei risultati sul breve termine, ma, come gli altri metodi, esso può essere mantenuto per tempi brevi, cioè fino a quando non si raggiunge l'adattamento. La scienza del body building ha ampiamente constatato la necessità di rispettare il principio della periodizzazione. Come in tutti i programmi o gli stili di allenamento, l'adattamento si raggiunge in tempi abbastanza rapidi, pertanto sarebbe necessario cambiare routine periodicamente. Dopo aver terminato un ciclo HIT, autori come Jim Stoppani suggeriscono che si dovrebbe passare ad un High Volume Training, cioè ad una modalità in cui il parametro del volume viene parecchio aumentato.
(Intervista a Charles Poliquin su Olympian's News numero 55.)

### HIT o Heavy Duty
Nella maggior parte dei casi sembra che i termini High Intensity Training (HIT) e Heavy Duty (HD) tendano ad identificare lo stesso tipo di allenamento. Molte bibliografie ed esperti del settore parlano di questa scuola di bodybuilding facendo riferimento ad una definita modalità di allenamento, riconoscendo Arthur Jones come il fondatore e Mike Mentzer come il maggiore rappresentante e promotore all'interno del mondo culturistico. Le due definizioni risulterebbero praticamente sinonimi, e nella maggior parte dei casi vengono usate in maniera intercambiabile. Ad ogni modo il titolo High Intensity Training sembra essere stato il nome d'origine dato da Arthur Jones, quando lo elaborò e lo diffuse negli anni settanta, mentre Heavy Duty sarebbe stato il titolo attribuitogli successivamente da Mike Mentzer che lo rese proprio, in cui lo ridefinì, reinterpretandolo apportando alcune leggere modifiche. Effettivamente, il sito ufficiale del metodo Heavy Duty è stato intitolato mikementzer.com, ed il nome Heavy Duty risulta come marchio registrato, chiaramente legato all'ex-culturista statunitense. Alcuni autori come l'ex culturista statunitense Dave Draper sostengono che HIT e Heavy Duty sarebbero due stili diversi. Secondo la sua definizione, l'Heavy Duty sarebbe un allenamento molto infrequente (anche una volta ogni 10 giorni) con poche serie e basse ripetizioni in cui viene raggiunto il cedimento muscolare in maniera estrema. Mentre l'HIT sarebbe una variante del HD praticata per due o 3 volte a settimana che impone all'atleta di raggiungere il cedimento totale in un range di ripetizioni più ampio. Tuttavia non sembra che la sua definizione possa essere confermata da altri autori, che al contrario adoperano entrambe le terminologie per definire un unico stile di allenamento, seppur con delle variabili. Una conferma potrebbe essere il titolo del libro di Mentzer High-Intensity Training the Mike Mentzer Way (2002). Secondo il celebre dott. Frederick C. Hatfield, PhD in Scienze dello Sport, ex-campione di powerlifting e autorità nella scienza dell'esercizio coi pesi, l'Heavy Duty sarebbe una reinterpretazione del HIT ideata da Mentzer in cui sono state apportate alcune modifiche e sono stati smentiti alcuni principi di Jones, anche se i due stili non sarebbero in realtà così diversi. In realtà parte delle affermazioni di Draper potrebbero essere valide, in quanto Mentzer introdusse nuovi concetti nel metodo HIT come una frequenza di allenamento in certi casi più rarefatta rispetto alla versione di Jones. Certo è che il nome Heavy Duty rimane strettamente relazionato a Mike Mentzer, sebbene il suo metodo possa essere nominato alternativamente e generalmente anche come High Intensity Training.

### Intensità
(Matt Brzycki)
L'HIT è molto focalizzato sul parametro intensità, che è stato definito da Mike Mentzer come la percentuale di momentanea forza muscolare esercitata. Tuttavia la definizione dell'intensità come viene concepita nel metodo HIT, come in altre scuole di bodybuilding, non corrisponde a quella utilizzata in ambito scientifico.
La reale definizione di intensità viene intesa come la percentuale di lavoro svolto rispetto al carico massimale, cioè il massimo carico per una singola ripetizione (1-repetition maximum, o 1-RM). Questa definizione potrebbe essere considerata come sinonimo di percentuale di carico, in quanto viene ricavata dal calcolo in percentuale sulla riduzione dello specifico carico che permette una ripetizione massima. Nel body-building il parametro intensità viene spesso reinterpretato al di fuori del contesto scientifico, indicando piuttosto la difficoltà, la fatica o lo sforzo necessari per completare una serie, indipendentemente dal carico utilizzato. In questo caso la serie raggiunge la massima intensità quando viene raggiunto o superato il cedimento muscolare e il massimo livello di fatica, e non tanto quando si sollevano carichi molto elevati. Secondo Mentzer è necessario applicare sempre il principio del cedimento muscolare in modo da assicurare all'atleta un sufficiente stimolo sullo sviluppo degli adattamenti muscolari. "Portare una serie al punto in cui si è costretti ad utilizzare il 100% della capacità momentanea è il fattore più importante per incrementare il volume e la forza".
Per questi motivi, pur essendo un metodo che prende il nome di Allenamento ad alta intensità, paradossalmente l'HIT prevede l'utilizzo di carichi ad intensità moderate o basse, se ci si mantiene in linea con la definizione scientifica di tale parametro. Infatti nel metodo HIT solitamente le ripetizioni previste ammontano a 8-10, che equivalgono ad un'intensità relativa a circa il 75-80% di 1 Repetition Maximum (1-RM), le quali rienterebbero nella definizione di moderata intensità. Tuttavia, secondo i principi di Mentzer, la velocità di movimento è particolarmente rallentata, impostando 4 secondi nella fase eccentrica, 4 nella fase concentrica, e spesso 2 secondi nella sosta isometrica in fase di contrazione. Ciò significherebbe 10 secondi a ripetizione, che per una media di 10 ripetizioni a serie ammonterebbe a 100 secondi di durata della serie (Time Under Tension). Tale velocità di movimento impone un drastico abbassamento dei carichi, che non corrisponderebbero più agli stessi utilizzati in una serie da 10 ripetizioni con un andamento normale (75% 1-RM). Pertanto l'intensità relativa al carico utilizzato in una serie di tale durata sarebbe per definizione bassa, quindi notevolmente inferiore al 70-75% di 1-RM. Un Time Under Tension di tale entità corrisponderebbe ad un allenamento di endurance muscolare tipicamente impostato a bassa intensità. Altrimenti potrebbero essere previste delle normali ripetizioni eccentriche in cui la fase negativa dura 3-4 secondi.

### Volume
Enfatizzando il concetto di intensità inteso come applicazione della massima fatica, il metodo HIT deve moderare il volume, in quanto per un'adeguata impostazione dell'allenamento i due parametri dovrebbero essere inversamente proporzionali. Comunemente il parametro volume è inteso come il prodotto tra carico sollevato, numero di ripetizioni, e numero di serie. Molto più spesso questo viene semplificato segnalando il solo numero di serie per esercizio, o per gruppo muscolare, o per allenamento. Il numero di serie nel metodo HIT viene particolarmente ridotto, sia a causa del numero di serie per esercizio ridotte al minimo (monoserie), sia per la scelta di eseguire solo tre esercizi per gruppo muscolare. Se si svolgesse una Split routine da tre gruppi muscolari, ciò potrebbe significare un totale di 9 serie ad allenamento.
Secondo Arthur Jones e Mike Mentzer, una serie a cedimento per esercizio è sufficiente ad innescare una risposta adattativa, e l'eventuale esercizio aggiuntivo è semplicemente fatica sprecata rivelandosi facilmente controproducente, in quanto aumenterebbe il rischio di sovrallenamento.

### Frequenza
(Matt Brzycki)
In contrasto con le più comuni teorie dell'epoca, che suggerivano allenamenti ad alta frequenza da cinque a sei giorni a settimana, anche per due volte al giorno, Mentzer sosteneva che i bodybuilder avrebbero dovuto allenarsi non più di 3 volte per settimana, e ogni gruppo muscolare sollecitato una volta a settimana. In seguito egli ritrattò queste affermazioni, dichiarando che anche questa frequenza poteva portare facilmente al sovrallenamento per la maggior parte delle persone, e sostenne che fosse necessaria una frequenza che prevedesse un allenamento separato da diversi giorni di recupero. Per i soggetti particolarmente inclini a sovrallenamento, veniva suggerito un allenamento ogni 5-7 giorni, e in alcuni casi limitati anche meno frequentemente.
Secondo i dettami di Mentzer, dare delle linee guida fisse sulla frequenza di allenamento era un errore data la grande variabilità tra gli individui.

### Time Under Tension e Speed of movement
(Matt Brzycki)
Mentzer sosteneva che le ripetizioni debbano essere eseguite lentamente e deliberatamente controllando costantemente il peso per massimizzare la tensione muscolare. Anche se l'HIT può prevedere uno Speed of movement (parametro che misura la durata totale di una serie) relativamente vario, esso impone l'applicazione delle ripetizioni eccentriche, cioè le ripetizioni in cui la fase eccentrica o negativa viene enfatizzata o rallentata. Il metodo di Mentzer prevede una durata di circa 4 secondi nella fase positiva (sollevamento) e 4 secondi nella negativa (abbassamento) del movimento nella maggior parte degli esercizi, con una pausa di 2 secondi in posizione di massima contrazione (sosta isometrica). Mike dichiarò che l'allenamento in forma di Super slow, con movimenti più lenti rispetto a quelli da lui raccomandati, potrebbero bloccare i progressi del bodybuilder a causa di un affaticamento più rapido. Si nota ad ogni modo che lo Speed of movement appaia particolarmente rallentato rispetto alle velocità tradizionali, in cui solitamente è soprattutto la fase eccentrica ad essere enfatizzata, e le ripetizioni potrebbero durare 3-4 secondi. La velocità suggerita da Mentzer imporrebbe 10 secondi di durata per una ripetizione. Considerando che le ripetizioni a serie sono circa 8-10, il Time Under Tension o TUT si aggirerebbe attorno ai 60-100 secondi. Un TUT di tale durata è tipico degli allenamenti di endurance muscolare, e per essere compiuti impongono l'utilizzo di carichi a bassa intensità (al massimo 65% 1RM e inferiori). Supponendo invece che lo Speed of movement abbia una durata di 1 secondo nella fase concentrica e 4 secondi in quella eccentrica, per 10 ripetizioni ciò significherebbe un TUT di 40 secondi, più vicino ai tempi di durata della serie tradizionali.

### L'importanza della genetica
Nei suoi scritti, Mentzer sottolineava spesso quanto la genetica potesse incidere sul guadagno dei risultati ottenuti. Egli sosteneva che non tutti potessero raggiungere lo stesso livello di sviluppo muscolare, e che fossero pochi i soggetti con una predisposizione genetica tale da poter partecipare alle competizioni di bodybuilding di alto livello. Questo tema venne da lui largamente trattato in alcune delle sue bibliografie, ed effettivamente queste considerazioni sono state ampiamente confermate da vari studi scientifici, i quali hanno rilevato che vari geni hanno un ruolo molto importante nel promuovere questi risultati. Ad esempio, una review di Stewart e Rittweger (2006) fornisce dei dati importanti riguardo a dei regolatori molecolari e alle influenze genetiche, suggerendo che la predisposizione genetica riesce ad incidere per l'80-90% sui risultati ottenuti sulla forza e sull'ipertrofia muscolare.
Un'ulteriore prova scientifica è dimostrata dalla ricerca di Van Etten et al. (1994). Gli studiosi paragonarono i risultati di un allenamento di resistenza su due gruppi di soggetti, rispettivamente di costituzione naturalmente più dotata di massa muscolare, oppure più esile e più carente di massa muscolare. Tali costituzioni, sebbene nello studio non fosse stato menzionato, potevano trovare una correlazione con i modelli costituzionali o biotipologici di W. H. Sheldon, comunemente noti come somatotipi. La costituzione muscolare corrisponde al mesomorfo, mentre la costituzione esile corrisponde all'ectomorfo. L'équipe di ricercatori riportò incrementi significativi della massa magra da parte della costituzione mesomorfa (tipo muscolare) dopo 12 settimane di esercizio di resistenza (esercizio con sovraccarichi), mentre la costituzione ectomorfa (esile) non ottenne significativi guadagni di massa magra seguendo un analogo programma di allenamento. Pertanto, sembra che i soggetti per costituzione e per natura magri e muscolosi, possano ottenere guadagni di forza e ipetrofia in misura molto maggiore rispetto agli individui naturalmente magri e poco dotati di massa muscolare in partenza. Quindi, come spesso viene sottolineato, la genetica appare come un fattore chiave nel successo nel bodybuilding. Ad ogni modo, tutti possono migliorare la loro condizione di partenza con un allenamento adeguato, e secondo i sostenitori del HIT, questo metodo risulterebbe efficace per massimizzare i risultati.

### Sintesi
I principi del HIT in sintesi si concentrano su:
- alta intensità;
- basso volume;
- bassa densità;
- bassa frequenza (da 1 a 3 giorni settimanali);
- medio-alto Time Under Tension (50-100 secondi);
- medie ripetizioni (8-10);
- Speed of movement "4-X-4-2" (10 sec.) o "4-X-2-X" (6 sec.);
- cedimento muscolare concentrico;
- Ripetizioni eccentriche
- prevalenza della modalità monoserie;
- largo utilizzo di macchinari;
- largo utilizzo di esercizi monoarticolari;

## Risultati scientifici e controversie

### Intensità e cedimento muscolare
Dal momento che il parametro intensità secondo molte scuole di bodybuilding, incluso l'HIT, non fa riferimento alla percentuale di carico (% 1-RM), i suoi sostenitori non citano ricerche scientifiche che analizzano strettamente la questione intensità, in quanto in tale contesto viene appunto intesa nel suo reale significato scientifico. Per analizzare l'intensità intesa come concetto di massima fatica, è necessario esaminare le ricerche sul cedimento muscolare, più strettamente legato a questa forma reinterpretata del parametro.
I sostenitori del HIT citano a loro favore diverse ricerche che mostrano come il cedimento muscolare si riveli una strategia più efficace rispetto al mancato raggiungimento di tale soglia. Una importante review di Willardson (2007) suggerì che allenarsi al cedimento può portare ad un maggior stimolo delle unità motorie rapide, e ha la capacità di produrre i maggiori incrementi di forza e potenza. Quindi allenarsi al cedimento viene teoricamente giudicato più vantaggioso per il fatto che ciò garantirebbe il reclutamento di più unità motorie e fibre muscolari possibili. Rooney et al. (1994) riportarono un significativo incremento della forza con l'allenamento a cedimento se comparato con un allenamento non a cedimento. Anche Schott et al. (1995) segnalarono un maggiore incremento nella forza isometrica applicando il principio del cedimento se comparato al non a cedimento. Drinkwater et al. (2005) riportarono un significativo incremento della forza dinamica e della potenza su panca piana da parte del protocollo a cedimento. Folland et al. (2002) non riportò significative differenze negli incrementi della forza tra un esercizio di 7 minuti a cedimento e uno di 25 minuti non a cedimento, suggerendo che gli stessi incrementi della forza potevano essere ottenuti in approssimativamente il 30% del tempo con l'allenamento a cedimento. Nel complesso, le prove scientifiche suggeriscono che gli individui dovrebbero essere incoraggiati ad allenarsi fino all'incapacità muscolare momentanea, perché questo sembra massimizzare il reclutamento delle fibre muscolari e porta a maggiori miglioramenti rispetto all'allenamento non a cedimento.
Ciò che è sfuggito ai promotori del HIT è che la stessa review di Willardson (2007) in cui il principio del cedimento veniva valorizzato, dichiarava anche che questo non deve essere applicato cronicamente per lunghi periodi a causa dell'elevato potenziale di sovrallenamento e lesioni da uso eccessivo. Inoltre l'uso eccessivo del cedimento può causare una diminuzione degli ormoni anabolici. Una ricerca effettuata da Izquierdo et al. (2006) in cui vennero testati due gruppi, tra cui solo uno alla massima fatica, rilevò che il gruppo non a cedimento aveva mostrato maggiori aumenti della forza, potenza, livelli di testosterone, IGF-1, e ridotti livelli di cortisolo rispetto al gruppo a cedimento. Il gruppo a cedimento aveva ottenuto solo una maggiore resistenza muscolare, probabilmente per il fatto di dover prolungare maggiormente la durata della serie.
Se da un lato la ricerca scientifica ha riscontrato dei maggiori benefici generali nell'applicazione del principio del cedimento muscolare concentrico, essa ha anche rivelato che tale soglia non dovrebbe essere raggiunta sempre a causa dell'alto rischio di sovrallenamento indotto. Inoltre una ricerca suggerisce che non raggiungere il cedimento possa portare a maggiori benefici sugli adattamenti muscolari e sulle risposte ormonali. Proprio il documento di Willardson, che era stato citato dai sostenitori del Heavy Duty in quanto apparentemente allineato con le sue teorie, se consultato approfonditamente lascia emergere una conclusione che contrasta con il suo principio; infatti dal punto di vista scientifico il cedimento sarebbe uno dei tanti parametri dell'allenamento, e come tale dovrebbe essere ciclizzato e non mantenuto cronicamente. L'HIT al contrario non prevede fasi o cicli in cui tale punto non viene raggiunto. Qualche anno dopo, la stessa équipe di Willardson pubblicò un ulteriore documento in cui veniva ribadita la necessità di introdurre il cedimento muscolare solo a fasi cicliche. Secondo gli studiosi, tale soglia andrebbe raggiunta per un periodo di allenamento di 6 settimane, alternato a fasi della stessa durata in cui il cedimento non dovrebbe essere applicato.

#### Intensità come parametro scientifico (% 1-RM)
Per quanto riguarda invece l'intensità intesa nel suo significato scientifico (% 1-RM), è stato menzionato in precedenza che, a causa dello Speed of movement mantenuto sempre in maniera controllata e rallentata, tale parametro non può essere particolarmente enfatizzato. Se la media delle ripetizioni per serie nel HIT ammonta a 10, e la durata delle singole ripetizioni trova una durata tra 5 e 10 secondi, ciò potrebbe significare un Time Under Tension di 50-100 secondi totali. Una tale durata, tipica dei protocolli di endurance muscolare più che di ipetrofia, imporrebbe per forza l'utilizzo di carichi a basse intensità, impedendo che possano essere utilizzati carichi ad intensità alte o medio-alte (75-85% 1-RM). Infatti 10 RM eseguiti con una velocità normale equivalgono a circa il 75% di 1-RM (intensità per definizione media). Ma se lo Speed of movement, e di conseguenza il Time Under Tension, vengono enfatizzati a parità di ripetizioni massime, allora è d'obbligo il decremento del carico, e quindi dell'intensità relativa. Oltre a menzionare la necessità di applicare il principio della ciclicità, e quindi della periodica variazione dello stimolo mediante l'alterazione dei vari parametri di allenamento non prevista nel HIT, alcune evidenze scientifiche hanno rilevato che il massimo sviluppo dell'ipertrofia muscolare si ottenga con carichi tra l'80 e il 95% di 1-RM, e i massimi guadagni della forza vengano ottenuti con un carico medio equivalente all'80-85% di 1-RM. Ma carichi di tale portata non potrebbero essere in alcun modo applicati in un allenamento HIT, in quanto correlati a ripetizioni massime comprese tra 2 e 8 con uno Speed of movement normale. Secondo i ricercatori e Ph.D. William J Kraemer e Steven J Fleck, il coinvolgimento della massa muscolare è uguale al numero di ripetizioni a cedimento con un determinato carico. Ciò significa che, se ad esempio viene utilizzato un carico pari al 75% 1-RM, maggiori ripetizioni si riusciranno a portare a termine a cedimento con tale carico, maggiore sarà il reclutamento muscolare. Tuttavia i movimenti più lenti, a parità di carico impongono la capacità di sollevare lo stesso per meno ripetizioni, potenzialmente ostacolando il massimo reclutamento delle unità motorie.
Le unità motorie sono per la maggior parte reclutate in ordine di dimensioni crescenti, poiché la dimensione (diametro) del gruppo di unità motorie è direttamente correlato alla sua capacità di produrre forza. Una richiesta più leggera forza (e di intensità relativa come % 1-RM) verso il muscolo porrà l'accento sull'attivazione delle fibre di tipo I a contrazione lenta. Come la forza richiesta ai muscoli aumenta, le fibre intermedie di tipo IIa sono attivate con l'aiuto delle fibre di tipo I. Con richieste di forza muscolare più impegnative, intervengono le più potenti (e più grandi) fibre di tipo IIb, col supporto delle fibre di tipo I e di tipo IIa. Dal momento che l'HIT preclude l'utilizzo di carichi equivalenti all'alta intensità (80-90% 1-RM), questo potrebbe compromettere il massimo reclutamento delle unità motorie, in particolare delle fibre di tipo IIb o rapide, per definizione adatte a sforzi brevissimi, rapidi, esplosivi e alattacidi, i quali vengono completamente evitati con questo stile di allenamento. In aggiunta, l'allenamento di endurance muscolare correlato con una bassa intensità relativa e TUT prolungati sviluppa la forza resistente (endurance muscolare appunto), una caratteristica propria delle fibre di tipo I, cosiddette lente o rosse. Le fibre di tipo 1 possono produrre ipertrofia, ma non influiscono significativamente sullo sviluppo della forza massimale. Le fibre lente sono orientate sulla prestazione di durata, ed hanno una limitata capacità di produrre elevati livelli di forza. Le fibre di tipo 1 possono aumentare la loro ipertrofia se sottoposte ad un esercizio con sovraccarichi, tuttavia la loro capacità ipertrofica è di circa il 50% inferiore rispetto alle fibre di tipo 2 o rapide.
Per concludere, la teoria del HIT o Heavy Duty sostiene che il metodo previsto sia adatto anche per lo sviluppo della forza. In realtà le evidenze scientifiche smentiscono anche questa ipotesi, in quanto l'allenamento con sovraccarichi per sviluppare la forza massimale si esegue più efficientemente con carichi ad alta intensità (85-100% 1-RM), che, come accennato, non possono essere utilizzati in un allenamento HIT. Anche se è stato rilevato che, esclusivamente per i soggetti non allenati, i guadagni ottimali della forza possano essere ottenuti anche con un carico approssimativo relativo al 60% di 1-RM (indicativamente 20 RM), gli atleti allenati ottengono il massimo guadagno della forza con carichi tra l'80 e l'85% di 1-RM (6-8 RM con uno Speed of movement normale).

### Volume
I promotori del HIT fanno affidamento su alcune recensioni che sostengono la validità del basso volume. Carpinelli e Otto (1998) e Smith e Bruce-Low (2004), hanno concluso che anche una sola serie ad esercizio produce risultati ottimali. Nel documento di Carpinelli e Otto, venne osservato che i set singoli produssero ottimi risultati in 33 studi su 35 revisionati. In contrasto, Peterson et al. (2004, 2005) analizzando la questione dichiararono che più serie potevano essere considerate superiori. Tuttavia, sembra che i loro dati non sostenessero le loro conclusioni, in quanto non pareva esservi alcuna differenza statisticamente significativa tra l'ipertrofia ottenuta dagli allenamenti con diverso volume.
Realmente i vantaggi scientificamente provati di volumi più elevati rispetto alle monoserie sono molteplici. Mulligan et al. (1996) testarono variazioni del volume su dieci donne amenorroiche dall'età media di ventiquattro anni. Gli vennero assegnati due differenti protocolli, uno a serie multiple e uno monoserie, cosicché il lavoro totale del protocollo monoserie risultasse 1/3 rispetto a quello con tre serie per esercizio. Il protocollo con serie multiple produsse la più significativa risposta ormonale e metabolica, indicando che il volume di allenamento può essere un fattore importante e influente sui meccanismi ormonali e metabolici correlati all'esercizio di resistenza nelle donne. Gotshalk et al. (1997) paragonarono gli effetti di un allenamento di resistenza ad alta intensità svolto con una serie singola o con 3 serie, nel loro impatto sulla secrezione di GH e testosterone. I ricercatori notarono che i livelli di questi due ormoni anabolici incrementavano in maniera significativamente maggiore a seguito della sessione da 3 serie (maggiore volume) rispetto alla monoserie a parità di intensità. Una review più recente di Kraemer e Ratamess (2005) confermò quanto rilevato negli studi precedenti. Il protocollo ad alto volume, ad intensità moderata o alta, usando tempi di recupero brevi, e stressando una maggior quantità di muscoli, tende a produrre le maggiori risposte ormonali acute (testosterone, GH e l'ormone catabolico cortisolo) se comparati con i protocolli a basso volume, alta intensità, con tempi di recupero lunghi.
Molti altri studi che confrontarono i protocolli monoserie con quelli a serie multiple, o semplicemente che paragonavano l'esercizio ad alto o basso volume a parità di intensità, confermarono la superiorità di volumi maggiori sulla risposta ormonale, sul miglioramento degli adattamenti muscolari e sul miglioramento della composizione corporea. Per concludere, una recente meta-analisi condotta da Krieger (2010) riportò un incremento del 46% della forza e un incremento del 40% nella crescita muscolare quando i protocolli a serie multiple venivano paragonati ai protocolli monoserie, mentre Marshall et al. (2011) riscontrarono che a parità di intensità, i protocolli da 8 serie producevano guadagni di forza superiori e più rapidi rispetto alla monoserie.

### Frequenza
Secondo i principi del HIT le sessioni di allenamento dovrebbero essere particolarmente rarefatte e infrequenti, arrivando anche ad una o due sedute a settimana, anche se tale variabile sarebbe altamente soggettiva. Per dare validità a questa teoria di allenamento sono state citate alcune evidenze scientifiche. Una serie di ricerche esaminate da review di Carpinelli et al. (2004) e di Smith e Bruce-Low (2004), suggeriscono che ci sia poca differenza tra allenamenti di 1, 2, 3 giorni a settimana sia per persone allenate che non allenate.
Cleak ed Eston (1992) analizzarono l'esercizio eccentrico massimale per i flessori del gomito, riportando una significativa variazione di diversi fattori, tra cui un decremento della forza. La forza massima isometrica tornò ai livelli pre-esercizio non prima di 96 ore. Newham et al. (1987) condussero uno studio simile in cui venne testato l'esercizio massimale per i flessori del gomito su soggetti femmine, in 3 diverse occasioni separate da 2 settimane. I ricercatori riportarono una riduzione del 50% di forza immediatamente dopo l'allenamento, e un recupero di solo l'80% della forza dopo 2 settimane.
Nosaka e Clarkson (1996) esaminarono il gonfiore muscolare e i cambiamenti nei marker dell'infiammazione a seguito del danno muscolare indotto dall'esercizio eccentrico su soggetti non allenati. Essi evidenziarono un aumento del volume muscolare da 1 fino a 23 giorni dopo l'allenamento. Dolezal (2000) riportarono una significativa elevazione dei livelli di creatina kinasi e DOMS dopo 96 ore dall'esercizio, così come un significativo innalzamento del metabolismo post esercizio a 48 ore dopo l'esercizio.
Secondo i promotori del HIT queste evidenze scientifiche suggerirebbero che un recupero dopo un duro allenamento richieda giorni, e in alcuni casi diverse settimane. Anche se gli studi di Nosaka e Clarkson (1996) e Dolezal (2000) segnalano un'alterazione di diversi parametri per un periodo piuttosto lungo a seguito dell'esercizio di resistenza, questi stessi documenti non analizzano specificamente e direttamente la questione del recupero e della frequenza, e non provano concretamente la superiorità della bassa frequenza.
Lo studio di Cleak ed Eston (1992) in cui veniva rilevato un decremento della forza sul breve termine (96 ore) non analizzava la frequenza generale di allenamento, ma piuttosto quella specifica di un singolo gruppo muscolare. Ciò significa che il decremento della forza era limitato al gruppo di muscoli allenati, ma non si è inteso che i muscoli non reclutati durante la sessione potessero essere normalmente allenati in una seduta eseguita a brevi distanze. In ogni caso non sono stati analizzati o riportati eventuali effetti negativi sullo sviluppo dell'ipertrofia muscolare. Lo studio di Newham et al. (1987) effettivamente segnalò il fatto che i soggetti avessero recuperato solo l'80% della forza appena dopo 2 settimane, ma non venne fatto presente che la capacità di recupero della forza fu più rapida dopo il secondo e il terzo allenamento (i 3 allenamenti erano separati da 2 settimane), lasciando intendere che la capacità di recupero potesse migliorare col passare delle sedute. Inoltre, anche in questo caso non venivano analizzati strettamente gli effetti sull'ipertrofia muscolare.

### Speed of movement
Numerose ricerche sono state citate dai sostenitori del HIT al fine di convalidare la superiorità dei movimenti o delle ripetizioni con un andamento sufficientemente lento e controllato. Secondo Bruce-Low e Smith (2007) e Carpinelli et al. (2004) una cadenza relativamente lenta è in grado di produrre guadagni ottimali di forza e ipertrofia, ma il metodo super slow (10 secondi nella fase eccentrica, e 4-10 secondi in quella concentrica) non offre ulteriori vantaggi. Secondo i risultati di Johnston (2005) non apparivano significative differenze nella forza generata o percepita quando i movimenti venivano svolti con uno Speed of movement rispettivamente "10/X/10/X", "5/X/5/X" o "4/X/2/X" (la prima cifra indica la fase eccentrica, la terza quella concentrica, la "X" indica 0 secondi nelle soste isometriche). Tuttavia, quando si tenta di sollevare il carico in maniera esplosiva, la forza aumenta inizialmente di ben il 45%, ma poi diminuisce all'85% per la maggior parte delle ripetizioni. Questo è probabilmente dovuto all'eccesso di forza prevista per superare un'inerzia così grande che lo slancio contribuisce in gran parte a muovere il peso per il resto del range di movimento. Johnston suggerì che i movimenti esplosivi probabilmente reclutano meno fibre muscolari a causa dello slancio, e che il ridotto reclutamento muscolare attraverso gran parte del range di movimento sarebbe meno efficace per enfatizzare la funzione muscolare. Questo esito venne precedentemente riportato da Hay et al. (1983) testando il curl per bicipiti. Uno studio di Tran, Docherty e Behm (2006) notò un decremento nella produzione di forza, notando una diminuzione notevolmente superiore a seguito di 10 ripetizioni con un andamento 5:5 (secondi nelle fasi concentrica eccentrica), rispetto a 10 ripetizioni con 2:2, e 5 ripetizioni 10:4. Questa maggiore diminuzione nella produzione di forza suggerisce un affaticamento su una maggior quantità di fibre muscolari, stimolando potenzialmente una maggiore crescita e maggiori guadagni di forza e potenza. Inoltre, Bruce-Low e Smith (2007), in particolare considerarono il rischio di infortuni da esercizi balistici, riportando alcune statistiche inquietanti che suggeriscono che l'allenamento esplosivo possa causare lesioni al polso, alle regioni della spalla, del gomito e la lombare.
Effettivamente le Ripetizioni eccentriche, che vengono molto enfatizzate nel metodo HIT/HD, sono state più volte riconosciute come più efficaci per produrre ipertrofia muscolare rispetto a quelle concentriche. La fase eccentrica è infatti responsabile di un maggiore danno muscolare, che può rivelarsi un ostacolo per la prestazione sul breve termine, e quindi influire in negativo sia sulla resa durante la sessione, che sulla capacità di recupero tra una sessione e l'altra. Proprio per tali motivi l'HIT suggerisce anche una minore frequenza, lasciando trascorrere più giornate tra un allenamento e l'altro. Le Ripetizioni eccentriche sarebbero responsabili anche di maggiori guadagni della forza massimale rispetto a quelle concentriche, anche utilizzando carichi inferiori. Le Ripetizioni eccentriche hanno dimostrato di elevare in maniera inferiore le concentrazioni di cortisolo, un ormone catabolico sul tessuto muscolare, e di lattato. Le Ripetizioni concentriche hanno il vantaggio di produrre più lattato e GH. L'incremento dei livelli di GH è proporzionale agli incrementi di lattato prodotto durante l'attività, il quale viene secreto a livelli maggiori di circa tre volte rispetto alle contrazioni eccentriche.. Tuttavia, se comparati impostando lo stesso carico, sia la contrazione concentrica che eccentrica hanno dimostrato simili risposte di GH e testosterone.
Sebbene la ricerca tenda a dimostrare la superiorità delle Ripetizioni eccentriche, anche in questo caso le posizioni di molti professionisti sullo Speed of movement non sono a senso unico. In alcuni casi vennero rilevati risultati superiori sui guadagni della forza con movimenti lenti, altre volte vennero ottenuti risultati superiori con movimenti normali. In certi casi venne invece notato che i guadagni della forza e dell'ipertrofia muscolare erano maggiori con movimenti in cui la fase eccentrica era più rapida, rispetto a movimenti eccentrici rallentati e ai movimenti concentrici. Inoltre a parità di intensità (% 1-RM), i movimenti normali producono lo sviluppo di una maggiore potenza muscolare, e i movimenti lenti producono una maggiore secrezione di ormoni anabolici (GH e testosterone). Tuttavia, come per gli altri parametri di allenamento, anche lo Speed of movement, secondo molti pareri autorevoli, dovrebbe essere periodicamente variato. Le fibre a contrazione rapida, ovvero di tipo IIb, vengono reclutate con movimenti rapidi ed esplosivi, sono le più adatte allo sviluppo della forza ed hanno maggiori capacità ipertrofiche. Per quanti riguarda lo sviluppo della forza, i movimenti rapidi sono più efficaci per questo scopo.
(Charles Poliquin)

## Esempi di allenamento HIT

### HIT Split routine 1
Petto-Deltoidi-Schiena-Dorso:
- Panca incl. bilanciere 1 x 8-10 rip.
- Pull-over 1 x 8-10 rip.
- Croci manubri 1 x 8-10 rip.
- Shoulder press bilanciere 1 x 8-10 rip.
- Alzate laterali 1 x 8-10 rip.
- Scollate manubri 1 x 8-10 rip.
- Rematore bilanciere 1 x 8-10 rip.

Gambe-Braccia-Addome:
- Squat 1 x 8-10 rip.
- Leg extension 1 x 8-10 rip.
- Leg curl 1 x 8-10 rip.
- Standing calf raise 1 x 8-12 rip.
- Curl bilanciere 1 x 8-10 rip.
- Curl panca inclinata 1 x 8-10 rip.
- Dip tricipiti 1 x 8-10 rip.
- Push down 1 x 8-10 rip.
- Sollevamento ginocchia 1 x 10-15 rip.

### HIT Split routine 2
- Stacco da terra 1 x 10-12 rip.
- Leg Press 1 x 10-12 rip.
- Military press 1 x 8-10 rip.
- Scrollate 1 x 8-10 rip.
- Lat machine presa stretta 1 x 8-10 rip.
- Standing calf machine 1 x 10-15 rip.
- Curl bilanciere inverso 1 x 8-10 rip.
- Crunch 1 x 30-50 rip.

- Squat 1 x 10-12 rip.
- Panca piana 1 x 8-10 rip.
- Low row 1 x 8-10 rip.
- Military press 1 x 8-10 rip.
- Push down 1 x 8-10 rip.
- Standing calf machine 1 x 10-15 rip.
- Curl bilanciere inverso 1 x 8-10 rip.
- Crunch 1 x 30-50 rip.

### HIT Full-body 1
- Squat/Leg press 1 x 10-12 rip.
- Pullover 1 x 8-10 rip.
- Military press 1 x 8-10 rip.
- Rematore bilanciere 1 x 8-10 rip.
- Panca piana 1 x 8-10 rip.
- Curl manubri 1 x 8-10 rip.
- Push down 1 x 8-10 rip.
- Trazioni alla sbarra 1 x 8-10 rip.
- Dip alle parallele 1 x 8-10 rip.
- Standing calf machine 1 x 12-15 rip.
- Crunch 1 x 30-50 rip.

### HIT Full-body 2
- Squats accosciato 1 x 15-20 rip.
- Pullover 1 x 10 rip.
- Military press 1 x 10 rip.
- Trazioni alla sbarra 1 x 10 rip.
- Dip alle parallele 1 x 10 rip.
- Curl bilanciere 1 x 10 rip.
- Scrollate 1 x 15 rip.
- Stacchi a gambe tese 1 x 15 rip.

### HIT Full-body 3
- Squat/Leg press 1 x 15 rip.
- Leg Extension 1 x 15 rip.
- Leg Curl 1 x 15 rip.
- Abdizioni dell'anca 1 x 15 rip.
- Panca piana 1 x 15 rip.
- Panca declinata mnaubri 1x 15 rip.
- Low Row 1 x 15 rip.
- Lat machine 1 x 15 rip.
- Military Press 1 x 15 rip.
- Alzate laterali 1 x 15 rip.
- Curl manubri 1 x 15 rip.
- Pushdown 1 x 15 rip.
- Crunch 1 x 15 rip.

## Altri metodi di resistenza
- Circuit Training
- Peripheral Heart Action
- High Volume Training
- Weider system
- High Tension Training
- Position of Flexion
- German Volume Training
- German Body Composition
- Hypertrophy-Specific Training
- Escalating Density Training
- Paired set training
- Power factor training
- Static contraction training
- Body contact
- Zone training
- Metabolic resistance training
- Fascial Stretch Training
- Breve intenso infrequente organizzato